# Marianao (San Baudilio de Llobregat)
Marianao es el distrito más poblado de San Baudilio de Llobregat (provincia de Barcelona, España), con unos 35.000 habitantes. Se puede dividir en cinco partes:
- Marianao
- Parc Marianao
- Can Paulet
- Sant Ramon
- Urbanización de Can Carreres

## Barrio de Marianao
Marianao es un barrio residencial situado en la parte alta de San Baudilio de Llobregat en el que actualmente viven unos 30 000 habitantes, y está situado entre el barrio de "Ciutat Cooperativa", "Barri centre" y "Camps Blancs". 
En la parte más alta, destaca la zona residencial más adinerada alrededor del parque marianao, en la que se pueden encontrar las casas más grandes y lujosas de todo el municipio, así como el "Parque de Marianao", proyecto que fue diseñado por el arquitecto Fontseré i Mestre, maestro de Antoni Gaudí y en el que podemos encontrar un castillo del siglo XVII, así como varios lagos y jardines.
También en las faldas de la montaña de San Ramón se construyeron ilegalmente varias comunidades chabolistas o chalets, construidos ilegalmente en la zona de Els Canons, Les Orioles y Can Paulet.
En la zona entre la ronda de Sant Ramon y la Avenida Benviure se uncuentran varias urbanizaciones de pisos o casas unifamiliares con piscina de la década de los noventa, “la Bobila” y “can carreres” entre otros.
Anteriormente entre Marianao y el barrio de ciudad cooperativa existía una gran separación, pero en la década de los 80/90 se construyó Marianao Parc, Una gran urbanización de edificios de alta calidad con piscina entre las avenidas Girona, Pablo Picasso y Ronda de Sant Ramon, en el cual se encuentra una gran Plaza la de Teresa Valls I Divi, comúnmente conocida como “las Pirámides”.
La zona más densamente poblada de Marianao, Una zona planificada por el régimen franquista, de planta cuadriculada y con edificios de los años 50/60 de 4 a 5 plantas. La zona tiene la plaza de la Generalitat como punto de encuentro central.
La zona más adinerada del Barrio es la calle Raurich y Miquel y algunas zonas de la calle Eusebi guell o Francesc Pi i maragall. En cuya zona se encuentran casas unifamiliares que datan del siglo IXX, las cuales las utilizaban las familias adineradas de Barcelona como Segunda residencia vacacional. 
En la zona se encuentra el palacete de estilo colonial posteriormente conocido como “Le Petit Chateau”, en la zona también se encuentra un antiguo casino de la época, actualmente convertido en el casal Marianao.
Marianao también cuenta con varios equipamientos, entre los que destacan el estadio de fútbol Marianao Poblet y el polideportivo de L’Olivera que también alberga la Universidad Abierta de Cataluña (“UOC”) para adultos. También se encuentra el CAP Montclar, un ambulatorio.

## Historia de Marianao
Las primeras construcciones de este barrio de San Baudilio de Llobregat fueron unas masías del siglo XVI y siglo XVII, debido a que el municipio de San Baudilio estaba creciendo bastante. En el siglo XX, debido al crecimiento espectacular de San Baudilio (de 10 000 hab. en 1935 a 80 000 en 2000) las masías se fueron demoliendo y se fueron construyendo edificios de entre 3 y 5 plantas. 
Ahora apenas queda poco más de 30 masías y casas de antes del gran crecimiento de la ciudad (principalmente cerca de la Pl. Generalitat).

## Urbanismo
En el barrio de Marianao los edificios, en general, tienen entre 3 y 5 plantas, con la excepción de 4 edificios que tienen más de 8. Las calles son rectas y largas, y todas las construcciones son relativamente nuevas, solamente quedan algunas masías antiguas entre los edificios.
En este barrio hay bastantes parques y plazas.
En la urbanización que se encuentra entre el barrio de Marianao y la montaña de San Ramón, Can Paulet, todo son casas unifamiliares, con calles con pendiente, en algunas de ellas pronunciada, ya que está en la falda de la montaña.